# Kurt Horedt
Kurt Horedt (* 30. März 1914 in Hermannstadt, Österreich-Ungarn; † 19. Dezember 1991 in München, Deutschland) war ein rumänischer Prähistoriker aus der deutschsprachigen Minderheit der Siebenbürger Sachsen.

## Leben
Kurt Horedt stammte aus der Familie eines Gymnasiallehrers und absolvierte 1936 in Cluj (Klausenburg) zunächst das Staatsexamen für Geschichte, danach ging er für das Studium der Vor- und Frühgeschichte nach Deutschland. Er studierte in Kiel und Leipzig und wurde 1939 schließlich bei Kurt Tackenberg in Bonn promoviert. Thema der Dissertation war die bronzezeitliche Wietenberg-Kultur, deren namengebender Fundort bei Schäßburg von Horedts Großvater Carl Seraphin (1862–1951) ausgegraben worden war.
Nach dem Zweiten Weltkrieg wirkte er als Professor für Vor- und Frühgeschichte an der Universität Cluj. Neben seinen vorgeschichtlichen Forschungsinteressen wandte er sich dem frühen Mittelalter zu, da aus politischen Gründen die Slawenforschung gefordert war. 1968/69 leitete Horedt die Bergung des zweiten völkerwanderungszeitlichen Fürstengrabes von Apahida. 1981 wanderte Horedt in die Bundesrepublik Deutschland aus.

## Publikationen (Auswahl)
- Einflüsse der Hügelgräberkultur und der Velaticer Kultur in Siebenbürgen. In: Germania 45, 1967, 42–50
- Zur Herkunft und Datierung des Kessels von Gundestrup. In: Jahrbuch des RGZM 14, 1967, 99–133
- mit D. Protase: Das zweite Fürstengrab von Apahida (Siebenbürgen). In: Germania 50, 1972, 174–220
- Archäologische Beiträge zur Herkunft der Siebenbürger Sachsen. In: J. Hermann (Hrsg.): Archäologie als Geschichtswissenschaft (= Schr. Ur- und Frühgeschichte 30). (Berlin 1977) 447–459
- Siebenbürgen im Frühmittelalter (= Antiquitas 28). Habelt, Bonn 1986
- Moresti 2. Grabungen in einer mittelalterlichen Siedlung in Siebenbürgen. Habelt, Bonn 1984

Memoiren
- Kurt Horedt: Und was verschwand, wird mir zu Wirklichkeiten. Bonn 1988 (mit Schriftenverzeichnis).